# 1232年
| 千纪： | 2千纪 |
| 世纪： | 12世纪 \| 13世纪 \| 14世纪 |
| 年代： | 1200年代 \| 1210年代 \| 1220年代 \| 1230年代 \| 1240年代 \| 1250年代 \| 1260年代                                                                 |
| 年份： | 1227年 \| 1228年 \| 1229年 \| 1230年 \| 1231年 \| 1232年 \| 1233年 \| 1234年 \| 1235年 \| 1236年 \| 1237年                                       |
| 纪年： | 壬辰年（龙年）；金正大九年，開興元年，天兴元年；南宋绍定五年；蒲鲜万奴大同九年；大理仁壽六年；越南建中七年，天應政平元年；日本寬喜四年，貞永元年 |

## 大事记
- 中国
  - 正月，金哀宗改年號開興。
  - 正月——金朝將領完顏合達、移剌蒲阿與完顏陳和尚所率領金軍主力15萬人，在鈞州三峰山之戰被拖雷指挥的蒙古擊潰，三人逃亡途中被擒，拒絕投降而被處死，此役後金朝主力潰滅，再無力量抵抗蒙古軍。
  - 二月-四月——蒙古军围汴京，金哀宗以其弟为质解围。
  - 四月，金哀宗改年號天興。
  - 六月，高麗權臣崔瑀挾國王遷都江華島，謀叛蒙古，並遣尹復昌率軍到北部驅殺殺死開城駐守的達魯花赤等72人，蒙古第二次入侵高麗，不過蒙古卻無法攻佔江華島，在現在的光州附近敗北。。
  - 七月——金杀蒙古派来的劝降使者。
  - 十二月二十五日——金哀宗逃离汴京。
- 日本
  - 8月27日——北條氏第三任執權北條泰時制定御成敗式目，為第一個武家成文法，確立執權政治。
- 歐洲
  - 格拉納達王國復國，是為伊比利亞半島最後的伊斯蘭王朝，直到1492年被卡斯蒂利亞王國和阿拉貢王國滅亡。
- 越南
  - 越南李朝滅亡後，越南陳朝建立，當時的國王陳守度，為了防止國民懷念李朝，強迫所有姓李的人都改姓阮。「陳氏代立，凡李氏宗族齊民姓李者，令更為阮。」

## 出生
- 周密，宋末元初文學家

## 逝世
- 完顏合達，金朝末年官員，任平章政事，封芮國公。。
- 移剌蒲阿，金朝末年的著名將領。
- 完顏陳和尚，金朝末年的著名將領。
- 撒里台，蒙古帝國軍事人物，死於蒙古第二次入侵高麗。